# Шереметев, Пётр Никитич
Пётр Никитич Шереметев (ум. 13 (23) июня 1609) — русский военный и государственный деятель, стольник, боярин и воевода, единственный сын боярина Никиты Васильевича Шереметева, казненного в 1564 году по приказу царя Ивана Васильевича Грозного.

## Биография

### Служба при Иване Грозном
Пётр Никитич Шереметев впервые упоминается в 1577 году, как коломенский вотчинник. В 1580 году во время свадьбы Ивана Васильевича Грозного с Марией Фёдоровной Нагой, Пётр Шереметев был с государем в мыльне, по свадебному чину «мовника». В 1581 году был одним из чашников во время царского приёма папского посла Антония Поссевино.

### Служба при Фёдоре Иоанновиче
В феврале 1585 года дворянин московский Пётр Никитич Шереметев присутствовал во время приёма литовского гонца Луки Сапеги. 28 февраля (10 марта) 1585 года был отправлен на воеводство в Дедилов. «По крымским вестям» ему было приказано быть воеводой передового полка и сходиться в Туле с воеводой большого полка князем Андреем Васильевичем Трубецким. В 1586 году Пётр Никитич Шереметев в чине стольника присутствовал при приёме послов грузинского царя Александра. В 1589-1590 годах участвовал в походе царя Фёдора Иоанновича против шведов.
Как видно из челобитной его двоюродного брата Федора Ивановича Шереметева, поданной царю Михаилу Феодоровичу в 1645 году, Петр Никитич Шереметев взял перед выступлением в этот поход «грабежом в вотчинах своего дяди, инока Феодорита, 170 коней и на тех лошадях пошел на службу под Ругодив» (Нарву). Не в первый раз он самовольно распоряжался имуществом своего дяди, Фёдора Васильевича Шереметева, в иночестве Феодорита. Когда тот находился в польском плену (1579—1584 гг.), он присвоил себе разное имущество, бывшее в московских палатах Федора Васильевича, и все время владел его вотчинами. По возвращении Федора Васильевича из плена, Петр Никитич был выдан ему царем Иоанном Грозным «головой, за грабеж». Несколько лет спустя, он жестоко отомстил своему дяде за перенесенное унижение. В 1590 году он подал царю Фёдору Иоанновичу «извет», — как выразился Фёдор Иванович Шереметев в вышеупомянутой челобитной 1645 года, — что при отобрании имущества у лиц, замешанных в последнем заговоре против Бориса Фёдоровича Годунова, Федор Васильевич Шереметев схоронил будто бы у себя «животы» князя Ивана Петровича Шуйского. Фёдор Васильевич Шереметев в 1590 году попал в царскую опалу и принял пострижение в Николаевском Антониевом монастыре. Под предлогом «добывать животы изменника Шуйского», Петр Никитич Шереметев, «назвав холопей своих и написав наказ, посылал их к Николаю Чудотворцу в Онтонов монастырь грабить дядю Феодорита, но игумен и старцы Феодорита грабить не дали». Преследуя своего дядю, Петр Никитич Шереметев взял в Николаевском Антониевом монастыре жемчужное ожерелье, пожертвованное его матерью: это видно из монастырской описи, сделанной после 1591 года.
В январе 1590 году после прибытия русской армии из Москвы в Новгород Пётр Никитич Шереметев был назначен воеводой большого полка и отправлен на р. Неву во главе отряда, состоящего из большого, передового и сторожевого полков. Во время военных действий русские войска захватили несколько крепостей, но потерпели поражение при осаде Нарвы. Пётр Шереметев до января 1593 года находился на службу в новгородской области. В конце 1592 года П. Н. Шереметев был назначен первым воеводой передового полка в походе русской рати на Выборг, но по новой разрядной росписи, присланной в Новгород 5 (15) января 1593 года, был отправлен в отставку и отозван в Москву.
Весной 1596 года крымские татары совершили опустошительный набег на южнорусские земли и разорили рязанские, каширские и тульские уезды. Фёдор Никитич Шереметев был назначен третьим воеводой большого полка (при боярах Фёдоре Ивановиче Мстиславском и Борисе Фёдоровиче Годунове) на южные границы для борьбы с крымскими татарами. 10 (20) апреля 1596 года на аудиенции П. Н. Шереметев бил челом царю Фёдору Иоанновичу «в отечестве о счете на боярина Фёдора Никитича Романовича (будущего патриарха Филарета)и для того у руки не был и на службу не поехал». Боярин Фёдор Никитич Романов, назначенный вторым воеводой полка правой руки, считался выше третьего воеводы большого полка Петра Никитича Шереметева. В местническом споре царь Фёдор Иоаннович поддержал своего родственника Фёдора Никитича Романова. 13 (23) апреля по царскому указу П. Н. Шереметев был под стражей отправлен на пограничную службу. Приехав на службу, П. Н. Шереметев в течение двух месяцев отказывался брать списки ратных людей, в то же время другие воеводы заспорили о местах, и двое из них по недели отсидели в темнице. Только 15 (25) июня Пётр Никитич Шереметев согласился со своим назначение вторым воеводой полка правой руки и взял списки. Из-за местнических споров московских воевод крымские татары безнаказанно разорили южные уезды и с большим количеством пленных вернулись в свои кочевья.
12 (22) мая 1597 года Пётр Никитич Шереметев присутствовал при приёме царем Фёдором Иоанновичем императорских послов в Грановитой палате. Во время аудиенции П. Н. Шереметев бил челом царю на Фому Афанасьевича Бутурлина и князя Фёдора Андреевича Ноготкова. Царь Фёдор Иоаннович отправил Петра Шереметева в отставку, на его место назначил князя Григория Петровича Ромодановского.
19 (29) июня 1597 года Пётр Никитич Шереметев, назначенный воеводой «по крымским вестям» на береговую линию по р. Оке, бил челом на князей Фёдора Андреевича Ноготкова и Василия Ивановича Буйносова-Ростовского. При отставке его от этой службы, в разряде сказано: «июня 23, Петра Шереметева государь отставил, для того, что у него жены не стало, а не для челобитья».

### Служба при Борисе Годунове
В 1598 году после вступления на царский престол Бориса Фёдоровича Годунова Пётр Никитич Шереметев был им отправлен в Астрахань, где расследовал злоупотребления местных воевод Ивана Михайловича Бутурлина и Дементия Ивановича Черемисинова.
В сентябре 1602 года Петр Никитич Шереметев участвовал в торжественной встрече приехавшего в Москву датского принца Иоганна, жениха царевны Ксении Борисовны Годуновой. Во время встречи Пётр Шереметев стал местничать с Василием Петровичем Морозовым, но царь Борис Годунов приказал ему объявить: «Та встреча (Морозовская) к той встрече (Шереметевской) не применилась; тут мест нет».
1 (11) октября 1602 года Пётр Никитич Шереметев был пожалован в окольничие. Сказывал ему окольничество разрядный дьяк Сапун Аврамов, а у сказки стоял Петр Фёдорович Басманов, любимец Бориса Годунова. Вскоре П. Н. Шереметев сопровождал царя Бориса Фёдоровича на богомолье в Троице-Сергиеву лавру. Князь Василий Васильевич Голицын и Петр Никитич Шереметев, обедавшие у царевича, подали челобитные на бояр, приглашенных к царскому столу. В разряде записано, что царь Борис перед всеми боярами и дворянами сказал Голицыну и Шереметеву: «Тут мест нет; не за одним столом сидели».
В 1604 году царь Борис Фёдорович Годунов поручил Петру Никитичу Шереметеву командование русским войском, отправленным из Москвы в Северскую землю. Петр Никитич Шереметев был назначен первым воеводой большого полка, его товарищем (заместителем) стал князь Василий Щетинин-Ярославский. Борис Годунов поручил П. Н. Шереметеву стать в Ливнах. Чтобы разузнать о настроении умов на Дону, царь послал туда в это же время дворянина Хрущова и велел выяснить казакам, что они заблуждаются, принимая самозванца за углицкого царевича Дмитрия. Проездом на Дон Хрущов виделся в Ливнах с П. Н. Шереметевым и М. Г. Салтыковым (воеводой передового полка): у первого из них он обедал, у второго ужинал. В откровенной беседе с воеводами Хрущов рассказал, о чём ему велено говорить с донскими казаками. По словам Хрущова, Пётр Никитич Шереметев изумился и, пожав плечами, сказал; «Мы ничего не знаем, однако из сего догадываемся, что не против Перекопского царя, но против другого нас отправляют; и ежели сие так будет, то трудно против природного государя воевать». После первых побед самозванца Борис Годунов отозвал Петра Никитича Шереметева в Москву.
В январе 1605 года после разгрома царской армией под командованием князей Федора Ивановича Мстиславского и Василия Ивановича Шуйского войска Лжедмитрия в битве под Добрыничами царь Борис Годунов отправил к главным воеводам Петра Шереметева и думного дьяка Афанасия Власова. Они объявили в Радогоще воеводам и воинам от имени государя: «Пособствием Божиим воинство Ляцкое побили, а что Гришки самого не поймали, и то вы учинили своим нерадением и неслужбой».
В июне 1605 года Пётр Никитич Шереметев вместе с князем Иваном Михайловичем Воротынским, князем Андреем Телятевским и думным дьяком Афанасием Власовым, в сопровождении многих стольников, дворян и разных служилых людей, отправился из Москвы в Тулу, где поздравил Лжедмитрия с приездом и выразил ему от имени столицы покорность. Лжедмитрий I допустил московскую делегацию к своей руке, упрекнул вельмож за их упорство и за то, что москвичи запоздали с принесением поздравления. После своего воцарения Лжедмитрий I пожаловал П. Н. Шереметеву боярство и включил его в состав боярской думы.
В конце апреля 1606 года Пётр Никитич Шереметев присутствовал на торжественном обеде, данном Лжедмитрием в честь своего будущего тестя, польского магната и сандомирского воеводы Юрия Мнишека. 8 мая того же 1606 года присутствовал на свадьбе Лжедмитрия с Мариной Юрьевной Мнишек.

### Служба при Василии Шуйском
В мае 1606 года после московского восстания и убийства Лжедмитрия новым царем стал знатный боярин князь Василий Иванович Шуйский (1606—1610). Пётр Никитич Шереметев, поддерживавший кандидатуру князя Фёдора Ивановича Мстиславского, был очень недоволен воцарением Василия Шуйского. П. Н. Шереметев стал собирать вокруг себя недовольных Шуйскими, планируя отстранить от престола Василия Шуйского и посадить на царство старейшего боярина князя Фёдора Ивановича Мстиславского. П. Н. Шереметев и Ф. И. Мстиславский были своякаи, они были женаты на родных сестрах, дочерях Ивана Фёдоровича Нагого.
По поручению нового царя Василия Шуйского боярин Петр Никитич Шереметев и князь Иван Михайлович Воротынский ездили в Углич, откуда доставили в Москву тело настоящего царевича Дмитрия.
В июне 1606 года в Москве был раскрыт заговор против царя Василия Шуйского. в результате следствия было установлено, что руководителем заговора был боярин Пётр Никитич Шереметев. Его свояк Фёдор Иванович Мстиславский, отказавшийся от своих претензий на царский пестол, был признан невиновным. Пётр Никитич Шереметев был отправлен в ссылку из столицы на воеводство в Псков.
В 1607 году псковские пригороды Себеж, Опочка, Красный, Остров и Изборск присягнули на верность Тушинскому вору. Однако псковский воевода Пётр Никитич Шереметев, имевший большой гарнизон и пользовавшийся поддержкой большей части псковичей, сохранил верность царю Василию Ивановичу Шуйскому. Во главе мятежников в Псковской области встал дворянин Фёдор Кириллович Плещеев, который привел к присяге самозванцу все остальные псковские волости. 1 (11) сентября 1608 года псковичи впустили к себе в город повстаческие отряды под командованием дворянина Фёдора Плещеева. Псковский воевода Пётр Никитич Шереметев и его сторонники из числа зажиточных горожан были заключены в темницу. В следующем 1609 году в Псков прибыла тушинская делегация, чтобы склонить пленного воеводу Петра Шереметева и сидевших в темнице «нарочитых града мужей» принести присягу Лжедмитрию II. Боярин Пётр Никитич Шереметев, отказавшийся принести присягу на верность второму самозванцу, 13 (23) июня 1609 года был удушен в темнице.

## Семья
Боярин Пётр Никитич Шереметев был дважды женат. Его первой женой была дочь Ивана Фёдоровича Нагого, умершая в 1597 году. Вторично женился на княжне Феодосии Борисовне Долгоруковой. Дети от первого брака:
- Борис,
- Василий
- Иван.

Во время смерти П. Н. Шереметева его сыновья были стольниками и получили по 1173 четверти земли в наследство от своего отца, владевшего 3519 четвертями.